# Hyophorbe amaricaulis
Hyophorbe amaricaulis es una especie de palmera originaria exclusivamente de la isla de Mauricio, con solo un único ejemplar sobreviviente y por la tanto es un endling, y a este endling es comúnmente llamado Palmera solitaria, y se ha documentado en el Jardín Botánico de Curepipe en Curepipe, lo que la hace una especie gravemente amenazada. Según se informa, produce un conjunto de flores de color blanco a crema, pero años y años de esfuerzos no han dado lugar a descendencia fértil.

## Descripción
La palmera es de aproximadamente 12 metros de altura con un tronco gris relativamente delgado con una corona cerácea. Se relaciona con la palma de botella y la palma del huso. Se dice que se parecen a la variedad verde de la Hyophorbe indica.

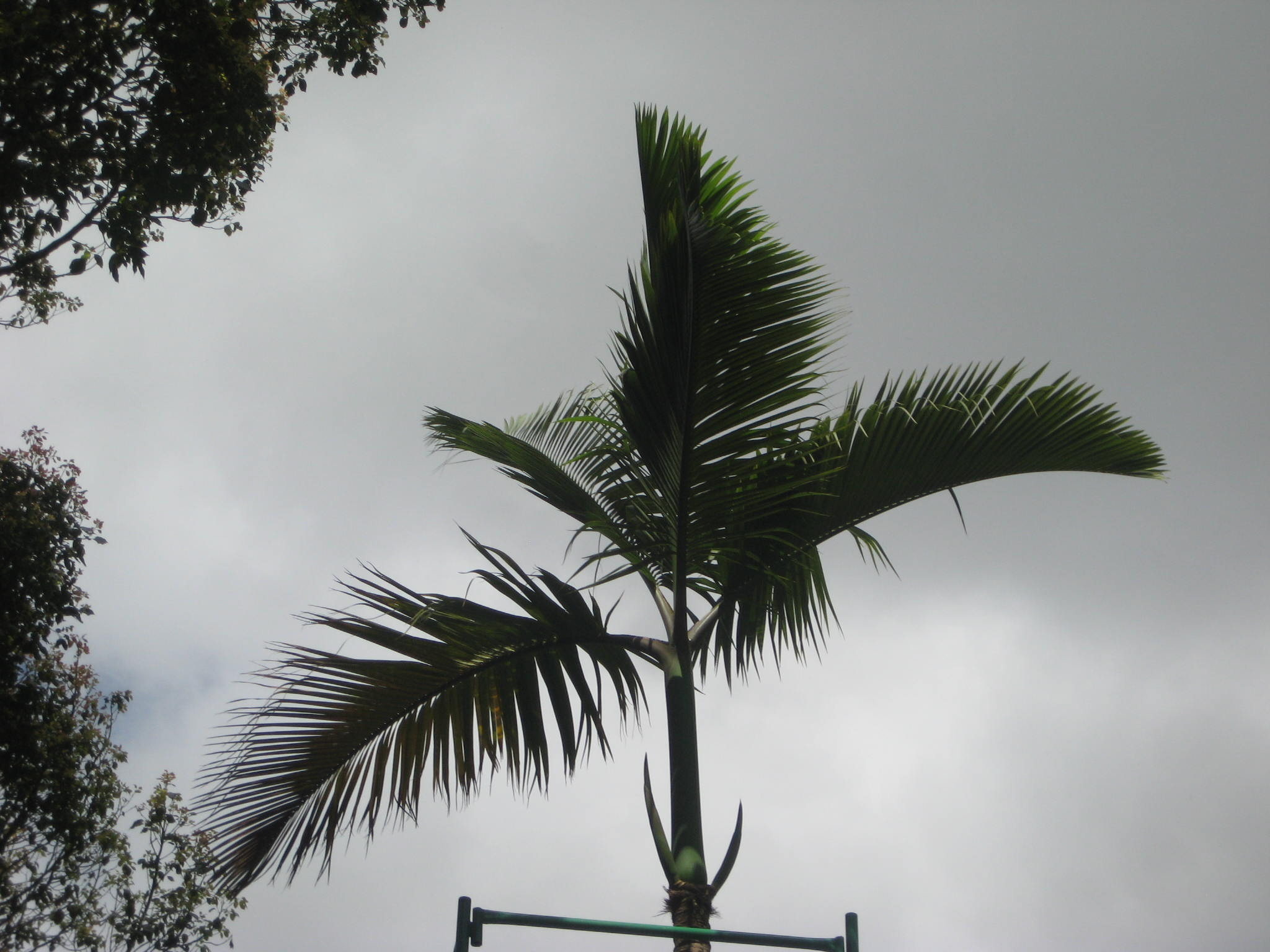
Hyophorbe amaricaulis hojas

## Taxonomía
Hyophorbe amaricaulis fue descrita por Carl Friedrich Philipp von Martius y publicado en De Fructibus et Seminibus Plantarum. . . . 2: 186, t. 120. 1791.
Etimología
Hyophorbe: nombre genérico que deriva de las palabras griegas: Hys, hyos = "cerdo" y phorbe = "alimentos", en referencia a la última utilización de los frutos como alimento de cerdos.
amaricaulis: epíteto latino que significa "con tallo amargo".
Sinonimia
- Hyospathe amaricaulis (Mart.) Hook.f., Rep. Progr. Condition Roy. Bot. Gard. Kew 1882: 59 (1884).
- Sublimia aevidaps Comm. ex Mart., Hist. Nat. Palm. 3: 176 (1838), nom. inval.
- Sublimia amaricaulis Comm. ex Mart., Hist. Nat. Palm. 3: 309 (1849), nom. inval.
- Areca speciosa Lem., Ill. Hort. 13: t. 462 (1866).[5]